# Tyche Tessera
La Tyche Tessera è una formazione geologica della superficie di Venere.
Prende il nome da Tiche, dea greca personificazione della sorte.